# Попула Саліу
Попула Саліу (англ. Saliu Popoola, нар. 7 серпня 1995) — нігерійський футболіст, півзахисник.

## Клубна кар'єра
У 2012 році дебютував у складі другої команди «Мец» за який відіграв два сезони, провів 36 матчів в чемпіонаті. З 2014 по 2016 на правах оренди виступав за бельгійський клуб «Серен». За два сезони провів 51 матч в яких забив чотири м'ячі.
З кінця 2016 року став виступати у Марокко, зокрема грав у клубах «Іттіхад» (Хеміссет), «Відад» (Фес), «Сале» та «Рапід Вед-Зем».

## Виступи за збірні
2012 року залучався до складу молодіжної збірної Нігерії.
2016 року захищав кольори олімпійської збірної Нігерії. У складі цієї команди провів 5 матчів. У складі збірної — учасник футбольного турніру на Олімпійських іграх 2016 року в Ріо-де-Жанейро, на якому команда здобула бронзові олімпійські нагороди.

## Досягнення

### Збірна
Нігерія (ол.)
- Олімпійські ігри
- Бронзовий призер (1): 2016